# Keurvorstendom Brunswijk-Lüneburg
Het keurvorstendom Brunswijk-Lüneburg (Duits: Kurfürstentum  Braunschweig-Lüneburg), in de 18e eeuw doorgaans keurvorstendom Hannover genoemd, was het negende keurvorstendom van het Heilige Roomse Rijk in 1692, toen hertog Ernst August van Brunswijk-Calenberg door de Roomse keizer Leopold I tot keurvorst werd verheven als dank voor zijn steun in de Negenjarige Oorlog. Er kwam protest tegen de nieuwe keurvorst en het besluit werd pas goedgekeurd op de Rijksdag in 1708.

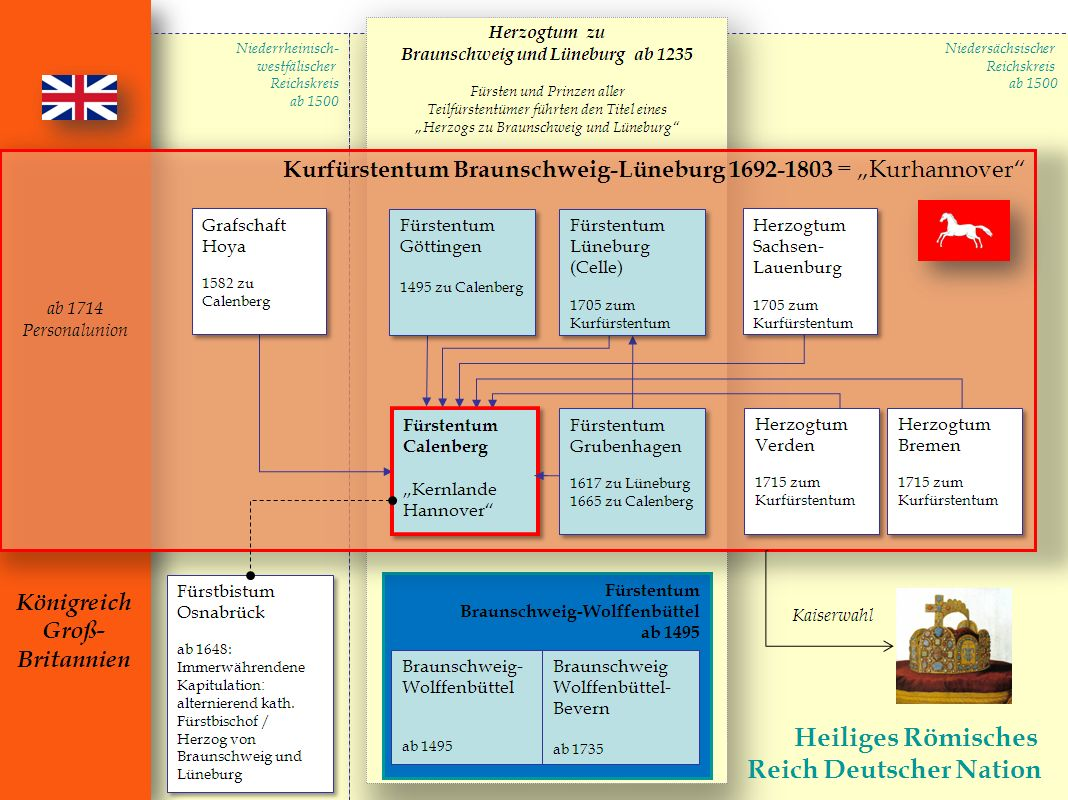
De opbouw van het keurvorstendom Hannover (is niet gelijk aan het hertogdom Brunswijk-Lüneburg).

## Geschiedenis
De eerste keurvorst regeerde over de vorstendommen Calenberg, Göttingen en Grubenhagen en het graafschap Diepholz. Na de dood van hertog Georg Willem in 1705, broer van Ernst August en oom en schoonvader van keurvorst George Lodewijk   werd het gebied uitgebreid met het vorstendom Lüneburg (ook wel Celle genoemd), het hertogdom Saksen-Lauenburg en het graafschap Hoya.
In 1714 werd de protestantse George Lodewijk koning van Groot-Brittannië via de bloedlijn van zijn moeder  Sophia van de Palts en werden Hannover en Groot-Brittannië geregeerd in een personele unie. De invloed van de keurvorsten groeide nadat ze in 1719 het hertogdom Bremen en het vorstendom Verden van Denemarken verwierven.
Volgens paragraaf 4 van de Reichsdeputationshauptschluss van 25 februari 1803 kreeg de koning van Engeland als keurvorst van Brunswijk-Lüneburg het bisdom Osnabrück voor het afstaan van zijn aanspraken op het graafschap Sayn-Altenkirchen, Hildesheim, Corvey en Höxter en voor het verlies van zijn rechten in de steden Hamburg en Bremen en voor de afstand van het ambt Wildeshausen.
In 1803 werd Hannover bezet door Franse troepen. In het Verdrag van Schönbrunn van 1805 wist Frankrijk het bezit van het keurvorstendom aan Pruisen op te dringen. Frankrijk wilde hiermee vijandschap tussen Engeland en Pruisen veroorzaken. Pruisen nam Hannover in 1806 in bezit, maar verloor in 1807 al zijn bezittingen ten westen van de Elbe, dus ook Hannover in de Vrede van Tilsit.
Hannover ging met ingang van 18 augustus 1807 grotendeels deel uitmaken van het nieuwe Koninkrijk Westfalen, dat geregeerd werd door Napoleons broer Jérôme Bonaparte. In 1810 (decreet van 18 december 1809) moest Westfalen zijn noordelijke gebieden aan het keizerrijk Frankrijk afstaan, waardoor ook een deel van het voormalige keurvorstendom bij Frankrijk kwam.
De regering van George III erkende de nieuwe situatie echter nooit en de ministers van Hannover bleven in functie vanuit Londen. Hannover bleef diplomatieke betrekkingen hebben met landen als Oostenrijk en Pruisen, waarmee het Verenigd Koninkrijk zelf in oorlog was. Het leger van Hannover werd opgeheven, maar vele officieren en soldaten gingen naar Engeland waar ze het King's German Legion vormden. Het legioen was het enige Duitse leger dat tijdens de napoleontische oorlogen voortdurend tegen Frankrijk vocht.
De Franse controle over Hannover duurde tot oktober 1813 toen de Russische Kozakken binnenvielen en door de Slag bij Leipzig een definitief einde kwam aan het bewind van Napoleon in Duitsland, alsook de Rijnbond. Het voormalige keurvorstendom werd gerestaureerd.
Op het Congres van Wenen in 1814 werd beslist dat Hannover een koninkrijk binnen de Duitse Bond werd.
Voor de geschiedenis na 1813: koninkrijk Hannover

## Keurvorsten van Hannover
Toen het keurvorstendom in 1708 werd goedgekeurd was Ernst August al overleden en volgde zijn zoon George hem op. Zijn officiële titel was hertog van Brunswijk en Lüneburg, keurvorst van het Heilige Roomse Rijk.
Na 1714 luidde de titel: koning van Groot-Brittannië, hertog van Brunswijk en Lüneburg, aartsschatmeester en keurvorst van het Heilige Roomse Rijk.
In de praktijk werd de term keurvorst van Hannover gebruikt.
Het keurvorstendom was ondeelbaar en kon er dus wel gebieden bij krijgen, maar niet verdelen en splitsen onder erfgenamen. De opvolging was enkel voor mannen bestemd.
- George I (1708–1727)
- George II (1727–1760)
- George III (1760–1814)